# Baddesley Clinton
Pour les articles homonymes, voir Baddesley et Clinton.
Baddesley Clinton est un village et une paroisse civile du Warwickshire, en Angleterre. Il est situé dans le nord du comté, dans l'ancienne forêt d'Arden (en), à une dizaine de kilomètres au sud-est de la ville de Solihull. Administrativement, il relève du district de Warwick.

## Toponymie
Baddesley est un toponyme d'origine vieil-anglaise. Il désigne une clairière (lēah) appartenant à un homme nommé *Bæddi. L'élément Clinton renvoie à la famille de Clinton, issue du baron du XIIe siècle Geoffrey de Clinton, qui détient ce manoir au Moyen Âge.

## Démographie
Au recensement de 2011, la paroisse civile de Baddesley Clinton comptait 182 habitants.

## Culture locale et patrimoine

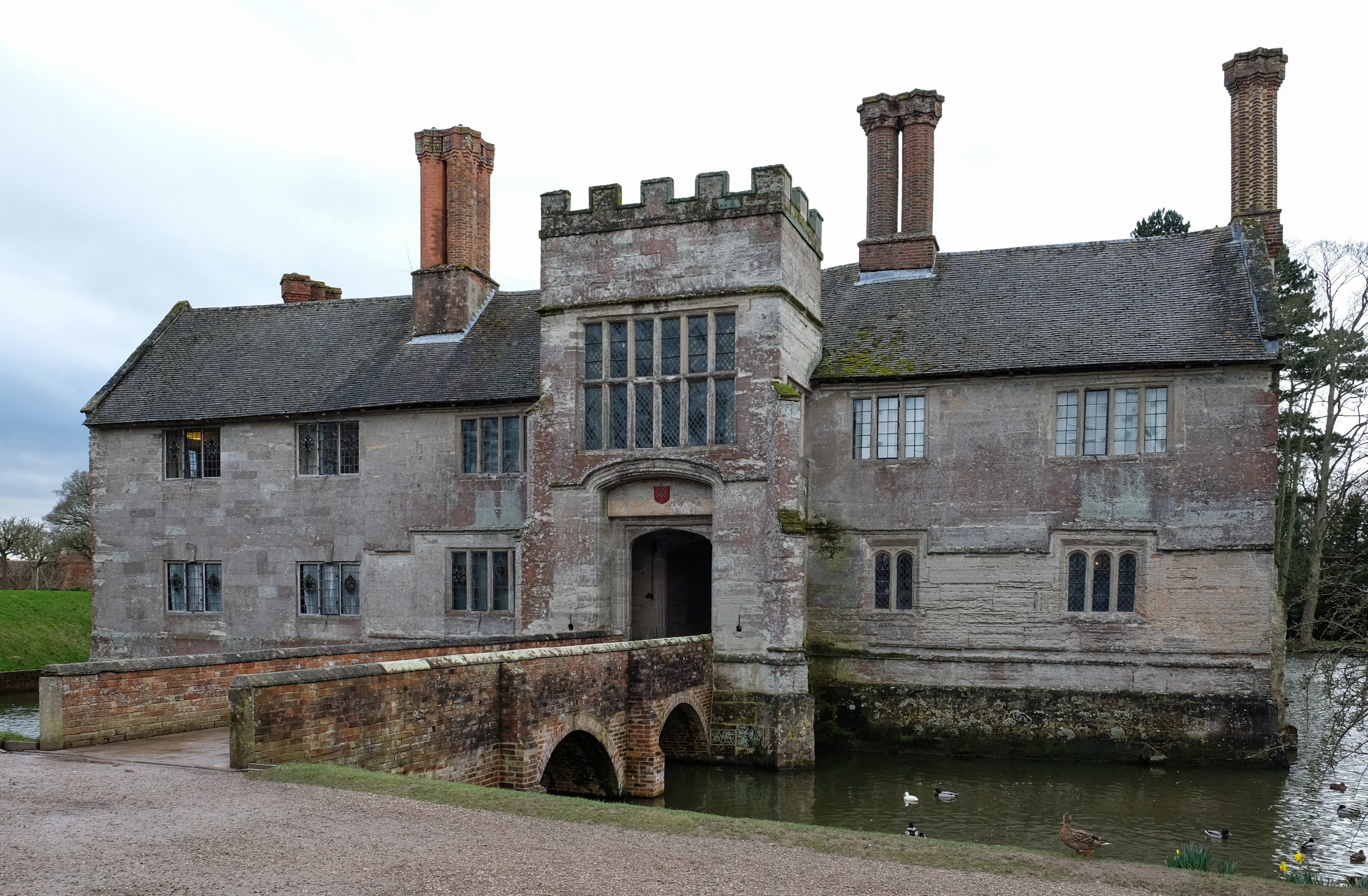
.

Le manoir de Baddesley Clinton Hall (en) remonte au XIIIe siècle. Il appartient à la famille de Clinton jusqu'en 1438, puis à la famille Brome jusqu'en 1517. C'est de l'époque des Brome que date le gros du bâtiment principal. Le manoir se transmet ensuite dans la famille Ferrers jusqu'en 1940. Le représentant le plus fameux de cette famille est l'antiquaire Henry Ferrers (en) (1550-1633), qui rassemble de nombreux documents sur l'histoire du Warwickshire. Au XIXe siècle, le manoir est loué par l'écrivaine Georgiana Chatterton (en) et son deuxième mari Edward Heneage Dering (en). La famille Ferrers vend le manoir à la Couronne en 1980 et il constitue depuis une propriété du National Trust.
L'église paroissiale de Baddesley Clinton est dédiée à saint Michel. Le gros du bâtiment remonte au XIIIe siècle, avec d'importants travaux au XVe siècle qui voient la surélévation de la nef et l'installation d'une claire-voie, ainsi que l'ajout d'une tour. Le chancel est reconstruit et agrandi en 1634. L'église est un monument classé de grade II* depuis 1967.